# 自由都市ダンツィヒ (ナポレオン時代)

自由都市ダンツィヒ
Ville Libre de Dantzig
Freie Stadt Danzig

自由都市ダンツィヒの位置

自由都市ダンツィヒ（じゆうとしダンツィヒ、仏: Ville libre de Dantzig、独: Freie Stadt Danzig、波: Wolne Miasto Gdańsk）は、現在のグダニスク（ドイツ名ダンツィヒ）にてナポレオン時代及びナポレオン戦争戦間期のダンツィヒ攻囲戦後、フランス占領下のダンツィヒにてフランス第一帝政及びナポレオンによって設立された半独立都市、いわゆるフランスの従属国である。

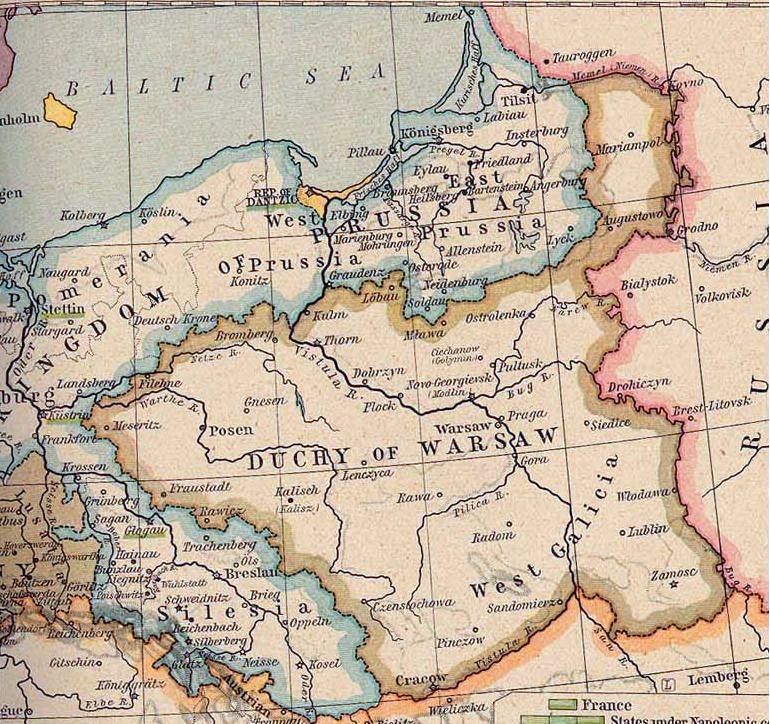
19世紀の地図、自由都市ダンツィヒ（バルト海添いの黄色の小さな地域）とワルシャワ公国（南の広い地域）

## 概要

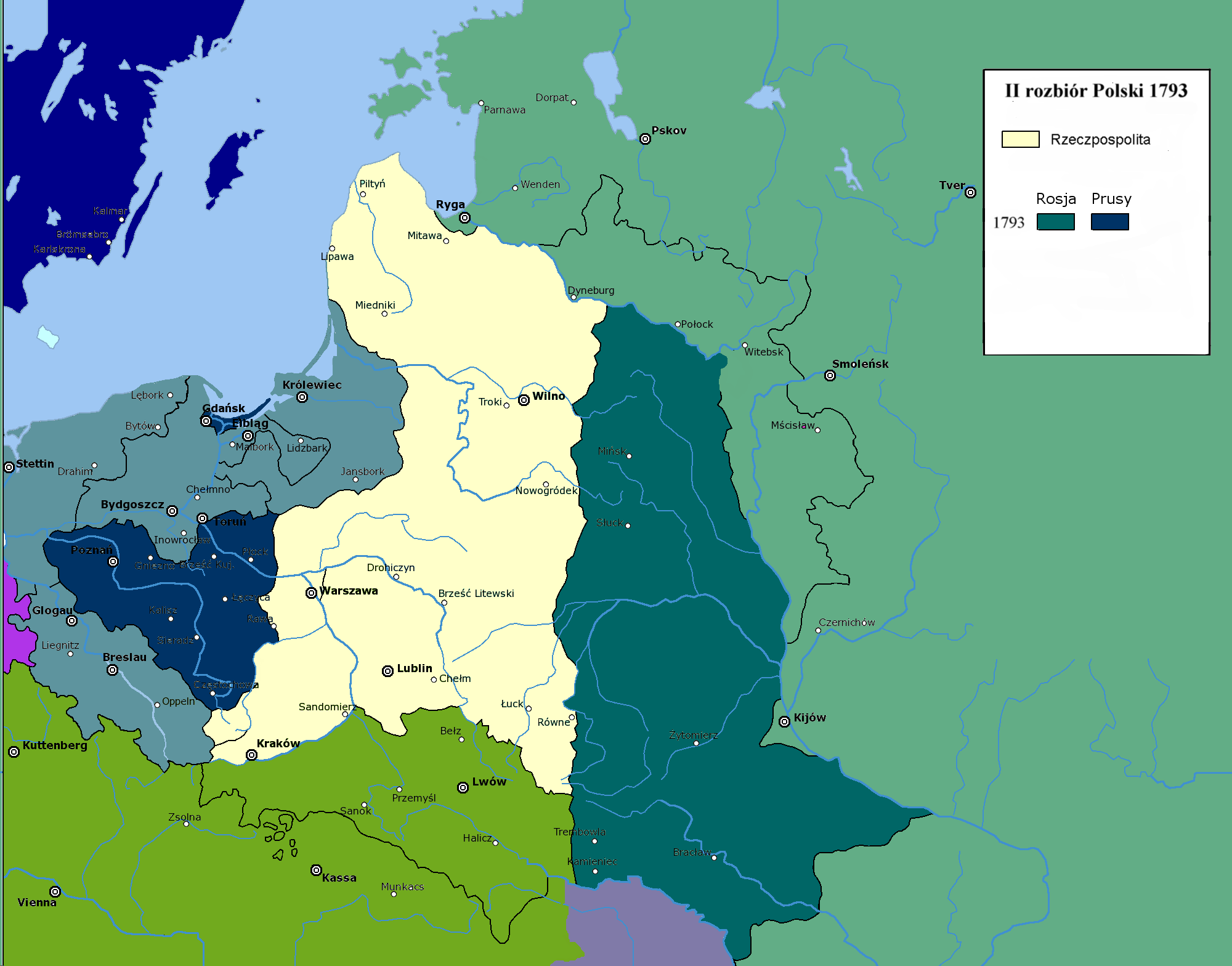
第二次ポーランド分割

元来からダンツィヒはヴィスワ川河口の港であり、戦略的な重要地点であった。第二次ポーランド分割においてプロイセン王国が併合した。
後にナポレオン戦争が勃発し3年経った1806年、オーストリア帝国の敗北とライン同盟の形成によるフランスの強大化を恐れプロイセン王国は対仏大同盟に参加、第四次対仏大同盟が結成をした。フランス軍の東進に伴いその背後に位置するプロイセン領として、フランス軍左翼にとって直接的な脅威となった。攻めづらい土地であったものの、大同盟軍の潜在的な揚陸地点であり、それに加えて市内には物資が豊富に存在し、東部で堅実な戦役を計画していた大陸軍はそれらに大きな関心を寄せていた。ダンツィヒ攻囲戦後、1807年に自由都市ダンツィヒが設立される。やがてナポレオンが1812年ロシア戦役にて敗退した後、ロシア帝国軍の攻撃に晒され、フランス軍も撤退した。結果的に自由都市ダンツィヒは1814年に占領され事実上国家としては終わりを迎えた。
1815年のウィーン会議後、ダンツィヒは再度プロイセンに併合された。西プロイセンの州都となったが、それ以前から都市が持っていた自治権は大きく制限されることとなった。